# Housenka

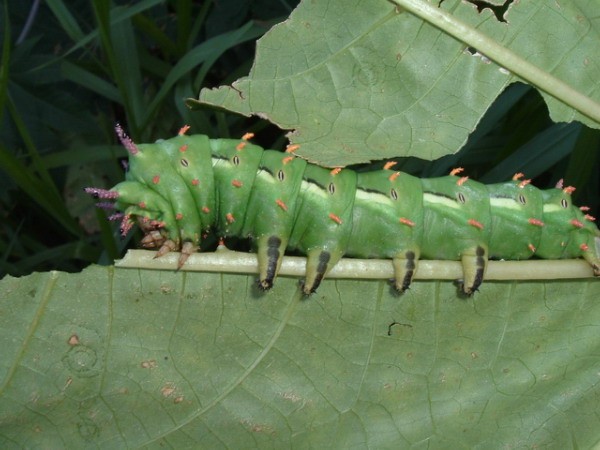
Housenka motýla z čeledi martináčovití se zeleným ochranným zbarvením na listu skočce obecného (Brazílie)

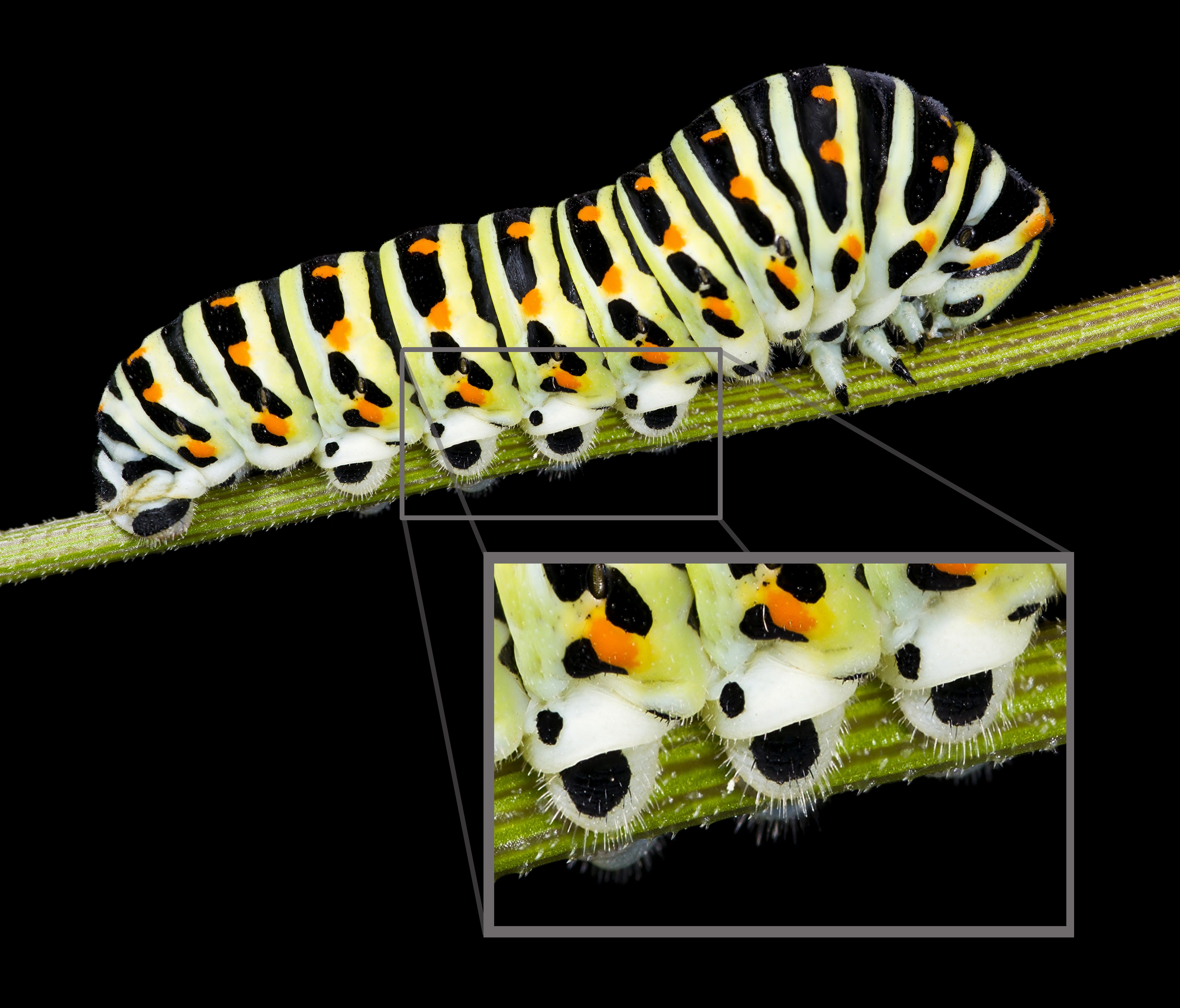
Housenka otakárka fenyklového

Housenka (latinsky ērūca) je larválním stadiem motýlů. Po vylíhnutí z vajíčka se zpravidla vydatně krmí a poté, když nashromáždí patřičné zásoby, se zakuklí.
Patří mezi polypodní larvy, které mají tři páry hrudních nohou a nejčastěji čtyři zadečkové panožky. Zadeček má tři až šest článků, přičemž na posledním článku se nachází jeden pár nepravých análních panožek (pošinek). Na rozdíl od housenic mají housenky maximálně pět párů panožek včetně pošinek.
Housenky jsou většinou býložravé, některé se mohou živit tlejícím dřevem (housenky některých druhů mohou způsobovat závažné hospodářské škody, např. bekyně velkohlavá), nicméně existují i housenky dravé.
Z asi 200 druhů motýlů, jejichž housenky jsou dravé, je velmi zajímavý například druh motýla Hyposmocoma molluscivora, který byl popsán v roce 2005. Žije na Havaji a je zdejším endemitem. Jeho housenky loví pomocí sítí z hedvábných vláken plicnaté plže a konzumují je.